# Potenza
Potenza là một thành phố và vùng đô thị của vùng Basilicata thuộc miền nam Ý. Thành phố này là thủ phủ của tỉnh Potenza và vùng Basilicata.
Đây là thành phố thủ phủ có độ cao bậc nhất ở Ý, nhìn xuống thung lũng sông Basento thuộc dãy núi Apennine, đông Salermo. Lãnh thổ tiếp giáp với các vùng đô thị Anzi, Avigliano, Brindisi Montagna, Picerno, Pietragalla, Pignola, Ruoti, Tito, và Vaglio Basilicata.

## Sơ khai
- Official website Lưu trữ ngày 30 tháng 6 năm 2011 tại Wayback Machine
- Page at Comuni Italiani